# Arcanit
Arcanit ist ein selten vorkommendes Mineral aus der Mineralklasse der „Sulfate (Selenate, Tellurate, Chromate, Molybdate und Wolframate)“ mit der chemischen Zusammensetzung K2[SO4] und damit chemisch gesehen reines Kaliumsulfat.
Arcanit kristallisiert im orthorhombischen Kristallsystem und entwickelt meist zyklische Kristallzwillinge aus jeweils sechs Individuen mit dünntafeligem, pseudohexagonalem Habitus von bis zu einem Zentimeter Größe mit einem glasähnlichen Glanz auf den Oberflächen, findet sich aber auch in Form krustiger Überzüge.
In reiner Form ist Arcanit farblos und durchsichtig. Durch vielfache Lichtbrechung aufgrund von Gitterbaufehlern oder polykristalliner Ausbildung kann er aber auch durchscheinend weiß sein und durch Fremdbeimengungen eine gelbe Farbe annehmen.

## Etymologie und Geschichte
Kaliumsulfat war bereits im Mittelalter bekannt. So zeigt der niederländische Alchemist Isaac Hollandus aus dem 14. Jahrhundert in seinen Schriften, wie man Kaliumsulfat aus den Rückständen von der Destillation des Scheidewassers (Salpetersäure) durch Erhitzung von Salpeter und Eisenvitriol gewinnt. In Anlehnung an die damalige Anschauung, dass Kaliumsulfat aus der Vereinigung zweier Salze hervorging, erhielt dieses neue Salz entsprechende Bezeichnungen wie unter anderem Arcanum duplicatum, Panacea duplicata und Sal duplicatum (lateinisch für „(ver)doppeltes Geheimnis“, „(ver)doppeltes Allheilmittel“ bzw. „Doppelsalz“). Bereits Anfang des 16. Jahrhunderts nutzte Paracelsus Kaliumsulfat unter der Bezeichnung Specificum purgans Paracelsi in der Medizin, allerdings tauchte es erst 1659 in der Prager Medikamententaxe auf. Die synthetische Darstellung der Verbindung gelang erstmals Johann Rudolph Glauber (1604–1670), der es als Nitrum vitreolatum bezeichnete.
Als natürliche Mineralbildung wird Kaliumsulfat erstmals 1832 durch François Sulpice Beudant beschrieben und als Aphthalose (von altgriechisch αφθιτος für unveränderlich und ἄλος für Salz) bezeichnet, da sich das leicht bittere, weiße Salz an der Luft nicht verändert oder umwandelt. Er erwähnt zudem, dass synthetisch kristallisierter Aphthalose oft bipyramidale Dodekaeder zeigt, das natürlich entstandene Mineral dagegen warzenförmige Ablagerungen in Lavahöhlen am Vesuv bildet.
Der bis heute gültige Name Arcanit wurde 1845 von Wilhelm von Haidinger geprägt, der sich bei der Wahl des Namens auf die ursprüngliche und damit ältere Bezeichnung Arcanum duplicatum bezog.
Gelegentlich findet sich bei der Nennung des Minerals auch die Schreibweise Arkanit, wobei diese Bezeichnung auch als Synonym für den Aphthitalit (ehemals Glaserit) angesehen wurde.
Als Typlokalität für den Arcanit gilt allerdings die Zinngrube Santa Ana auf dem Gebiet der kalifornischen Siedlung Trabuco Canyon, wo das Mineral durch Norman E. Smith entdeckt wurde. Anhand dieser Proben erfolgte die vollständige Erstbeschreibung 1908 durch Arthur Starr Eakle.
Da Arcanit bereits lange vor der Gründung der International Mineralogical Association (IMA) 1958 bekannt war, ist er als sogenanntes grandfathered Mineral als eigenständige Mineralart anerkannt.
Das Typmaterial des Minerals wird an der University of California in Berkeley (Kalifornien) sowie an der Harvard University in Cambridge (Massachusetts) unter der Katalog-Nr. 100763 aufbewahrt.

## Klassifikation
In der veralteten 8. Auflage der Mineralsystematik nach Strunz gehörte der Arcanit zur Mineralklasse der „Sulfate, Chromate, Molybdate, Wolframate“ (einschließlich einiger Selenate und Tellurate) und dort zur Abteilung der „Wasserfreien Sulfate ohne fremde Anionen“, wo er zusammen mit Mascagnin die „Arcanit-Reihe“ mit der System-Nr. VI/A.06 bildete.
Im zuletzt 2018 überarbeiteten und aktualisierten Lapis-Mineralienverzeichnis nach Stefan Weiß, das sich aus Rücksicht auf private Sammler und institutionelle Sammlungen noch nach dieser klassischen Systematik von Karl Hugo Strunz richtet, erhielt das Mineral die System- und Mineral-Nr. VI/A.07-20. Auch in der „Lapis-Systematik“ entspricht dies der Abteilung „Wasserfreie Sulfate [SO4]2−, ohne fremde Anionen“, wo Arcanit zusammen mit Mascagnin und Thénardit eine eigenständige, aber unbenannte Gruppe bildet.
Die seit 2001 gültige und von der International Mineralogical Association (IMA) bis 2009 aktualisierte 9. Auflage der Strunz’schen Mineralsystematik ordnet den Arcanit ebenfalls in die Abteilung der „Sulfate (Selenate usw.) ohne zusätzliche Anionen, ohne H2O“ ein. Diese ist allerdings weiter unterteilt nach der relativen Größe der beteiligten Kationen, so dass das Mineral entsprechend seiner Zusammensetzung in der Unterabteilung „Mit ausschließlich großen Kationen“ zu finden ist, wo es nur noch zusammen mit Mascagnin die „Arcanitgruppe“ mit der System-Nr. 7.AD.05 bildet.
Auch die vorwiegend im englischen Sprachraum gebräuchliche Systematik der Minerale nach Dana ordnet den Arcanit in die Klasse der „Sulfate, Chromate und Molybdate“ (einschließlich Selenate, Tellurate, Selenite, Tellurite und Sulfite) und dort in die Abteilung der „Sulfate“ ein. Hier ist er ebenfalls zusammen mit Mascagnin in der unbenannten Gruppe 28.02.01 innerhalb der Unterabteilung „Wasserfreie Säuren und Sulfate (A+)2XO4“ zu finden.

## Chemismus
Arcanit (K2SO4) besteht aus 44,87 Gew.-% Kalium (K), 18,40 Gew.-% Schwefel (S) und 36,73 Gew.-% Sauerstoff (O) oder in Oxidform ausgedrückt aus 54,05 % K2O und 45,95 % SO3.
Mit Mascagnin (NH4)2[SO4] bildet Arcanit eine lückenlose Mischkristall-Reihe.

## Kristallstruktur
Arcanit kristallisiert orthorhombisch in der Raumgruppe Pnam (Raumgruppen-Nr. 62, Stellung 6) mit den Gitterparametern a = 7,476 Å; b = 10,071 Å und c = 5,763 Å sowie 4 Formeleinheiten pro Elementarzelle.
Die Kristallstruktur von Arcanit besteht aus Ketten von kanten- und flächenverknüpften K[9]- und K[10]-Polyedern parallel der c-Achse [001]. Diese werden durch SO4-Tetraeder verbunden und bilden gemeinsam ein pseudohexagonales Gerüst.
| Kristallstruktur von Arcanit |
| - mit Blickrichtung parallel zur a-Achse - mit Blickrichtung parallel zur b-Achse (ins Bild hinein) - mit Blickrichtung parallel zur c-Achse - räumliche Darstellung in der kristallographischen Standardausrichtung |
| Farbtabelle: _ K 0 _ S 0 _ O |

## Eigenschaften
An der Luft ist Arcanit sehr stabil. Allerdings ist er wie die meisten Sulfate im Wasser gut löslich. In Ethanol (Alkohol) sowie Glycerin ist er dagegen unlöslich und auch in Weingeist löst er sich nur im Verhältnis des Wassergehalts.

## Modifikationen und Varietäten
Taylorit gilt seit 1985 als ammoniumhaltige Varietät von Arcanit mit der Formel (K,NH4)2SO4. Benannt wurde die Varietät 1892 von James Dwight Dana nach W. J. Taylor (1833–1864), einem Mineralchemiker aus Philadelphia, der das Mineral 1859 kurz als „Sulfat von Kalium und Ammonium“ aus den Guano-Ablagerungen der Chincha-Inseln vor der peruanischen Küste beschrieb.
Aufgrund der Mischkristallbildung zwischen Arcanit und Mascagnin kann Taylorit auch als Zwischenglied dieser Reihe mit einem dominanten Kaliumgehalt angesehen werden.

## Bildung und Fundorte
Arcanit fand sich nahe der als Typlokalität geltenden Zinngrube Santa Ana. 
Einige kleine gelbliche Platten eines Minerals, die Mr. Norman E. Smith zur Identifizierung an den Verfasser geschickt hatte, erwiesen sich als natürliches Kaliumsulfat. Sie kamen aus dem Tunnel Nr. 1 der Santa Ana Tin Mining Company in Trabuco Canon, Bezirk Orange, und wurden ungefähr zweihundertfünfzig Fuß unter der Oberfläche in einer alten Kiefer von Oregon Pine gefunden, die sechs Monate im Jahr teilweise unter Wasser liegt. Der Tunnel besteht aus schwarzem Schiefer, der etwas Sulfid trägt, und die Wände der Mine sind mit winzigen Kristallen und Inkrustationen von Sulfaten und Karbonaten überzogen. Das Kaliumsulfat wurde bisher noch nicht als Mineralspezies anerkannt, daher wird dieses Vorkommen als neues Mineral klassifiziert.
In Italien wurde Arcanit als hydrothermale Bildung und vergesellschaftet mit Syngenit in Gesteinsproben aus dem Geothermikbohrloch Nr. 8 des Geothermalfeldes Cesano (italienisch: Campo geotermico di Cesano) nahe dem Braccianosee entdeckt. Des Weiteren kann das Mineral als Umwandlungsprodukt aus Vogel- oder Fledermaus-Guano entstehen wie unter anderem in der „Dingo Donga“-Höhle bei Madura und der „Murra-el-elevyn“-Höhle bei Cocklebiddy in Westaustralien, den „Lobatse“-Höhlen nahe dem gleichnamigen Ort in Botswana.
Als seltene Mineralbildung konnte Arcanit nur an wenigen Fundorten nachgewiesen werden, wobei bisher rund 30 Fundorte dokumentiert sind (Stand 2019).
Der bisher einzige bekannte Fundort in Deutschland sind die Buntsteinsandfelsen unterhalb der Falkenburg bei Wilgartswiesen im rheinland-pfälzischen Landkreis Südwestpfalz. Der Mineraloge Gerhard Frenzel entdeckte das Mineral 1964 in den sporadischen Ausblühungen von Salzmineralien.
Weitere bisher bekannte Fundorte liegen unter anderem in Chile, Frankreich, Iran, Japan, Kanada, Mexiko, Namibia, Peru, Russland, Saudi-Arabien, Spanien, Südafrika und weitere Orte in den Vereinigten Staaten von Amerika.